# Paul Chemetov
Paul Chemetov (6. září 1928 Paříž – 17. června 2024 Paříž) byl francouzský architekt a urbanista.

## Životopis
V roce 1959 vystudoval École nationale supérieure des beaux-arts v Paříži. V roce 1980 získal Velkou národní cenu architektury. Byl jmenován rytířem Čestné legie, důstojníkem Řádu za zásluhy a důstojníkem Řádu umění a literatury.

## Hlavní realizace
- 1981–1988, sídlo Ministerstva financí, spolupráce Borja Huidobro
- 1982–1985, francouzské velvyslanectví v Novém Dillí (Indie), spolupráce Borja Huidobro
- 1985, druhá část obchodního centra Forum des Halles v Paříži a vybavení okolního parku
- 1989–1994, obnova Muséum national d'histoire naturelle, spolupráce Borja Huidobro
- 1992, vybavení tramvajové linky z Bobigny do Saint-Denis
- 1994, knihovna v Évreux, spolupráce Borja Huidobro
- 1999, projekt Zelený poledník
- 2000, městská knihovna v Montpellier, spolupráce Borja Huidobro
- 2001, sportovní stadion v Les Arènes v Metách, spolupráce Borja Huidobro
- 2001, městská knihovna v Châlons-en-Champagne